# Reichsgau Oberdonau
De Reichsgau Oberdonau (Nederlands: Rijksgouw Opper-Donau) was een rijksgouw van het Groot-Duitse Rijk vanaf 22 mei 1938 tot 1945. De rijksgouw bestond uit delen van Opper-Oostenrijk, Salzkammergut en het Ausseerland met de zuidwestelijke delen van de Bohemen, die na het Verdrag van München in 1938 door de Eerste Tsjecho-Slowaakse Republiek werden afgestaan.
De rijksgouw had de eretitel van Heimatgau des Führers, zins Adolf Hitler in Braunau am Inn geboren was, en een groots gedeelte van het begin van zijn leven doorbracht in Linz.
Het huis van Hitler de Berghof, bevond zich in de naburige gouw München-Opper-Beieren.

## Geschiedenis
In augustus 1926 ontstond door Alfred Proksch een Gau Oberösterreich van de NSDAP in Oostenrijk. Vanaf juni 1927 werd de gouw geleid door Andreas Bolek. In 1933 na het partijverbod, werd de gouw tijdens de illegale fase door August Eigruber (vanaf maart 1936) geleid.
In de rijksgouw Oberdonau functioneerde Eigruber voor een geruime tijd als gouwleider, en in de combinatie van ambten aanvankelijk ook als Landeshauptmann en vanaf 1940 als Reichsstatthalter  (vrije vertaling: Rijksstadhouder). Vanaf 24 mei 1938 was Hans Eisenkolb de plaatsvervangend gouwleider, hij werd op 1 mei 1940 opgevolgd door Christian Opdenhoff. De gouwhoofdstad was Linz, die als Führerstadt opgebouwd zou worden. In het gouwgebied bevonden zich het concentratiekamp Mauthausen met verschillende satellietkampen, het Euthanasiecentrum Hartheim bij Linz en de zoutmijn Altaussee voor door de nazi's geplunderde kunst. Van de 199.404 gevangenen die naar het Mauthausen werden gestuurd, stierven er 119.000 in de barre omstandigheden van het kamp door overwerk, ondervoeding en uitputting.

## Bestuurlijke eenheden
Dit waren de bestuurlijke indelingen van de gouw:

### Stadtkreise
1. Stadtkreis Linz
2. Stadtkreis Steyr

### Landkreise
1. Landkreis Braunau am Inn
2. Landkreis Freistadt
3. Landkreis Gmunden
4. Landkreis Grieskirchen
5. Landkreis Kaplitz
6. Landkreis Kirchdorf an der Krems
7. Landkreis Krummau
8. Landkreis Linz
9. Landkreis Perg
10. Landkreis Ried im Innkreis
11. Landkreis Rohrbach
12. Landkreis Schärding
13. Landkreis Steyr
14. Landkreis Vöcklabruck
15. Landkreis Wels

## Ambtsbekleders
De volgende personen behoorden tot de gouwleiding:
- Gauleiter: August Eigruber
- Gauleiterstellvertreter: Hans Eisenkolb
- Organisationsamt: Franz Fehrer
- Personalamt: Theo Mittermair
- Gauschulungsamt: Dr. Franz Mayrhofer
- Gaufpresseamt: Dr. Anton Fellner
- Gauschatzamt: Franz Obermayer
- Amt für Volksgesundheit und NS-Ärztebund: Dr. Hanns Baumgartner
- Amt für Agrarpolitik und Reichsnährstand: Anton Reintaller
- Amt für Erziehung und NS-Lehrerbund: Stadtschulinspektor Friedrich Kienzl
- Rechtsamt und Rechtswahrerbund: Dr. Josef Plakolm
- Amt für Beamte und Reichsbund der Beamten: Dr. Heinrich Zechmann
- Amt für Technik: Ing. August Schmöller
- Amt für Kommunalpolitik und Deutscher Gemeindetag: Franz Danzer
- NS-Frauenschaft: Frau Schicho
- Amt für Volkswohlfahrt: Franz Langoth
- Amt für Kriegsopfer: Jakob Hochmayr
- DAF-Obmann: Franz Stadlbauer
- Gauinspekteur: Stephan Schachermayr
- Gaugericht: Gaurichter Dr. Erich Tanzer
- Gauwirtschaftsberater: Oskar Hinterleitner
- Beauftragter für Rassenpolitik: Dr. Hugo Brenner